# Chích Claudia
Phylloscopus claudiae là một loài chim trong họ Phylloscopidae.